# レプロエンタテインメント
株式会社レプロエンタテインメント（英: LesPros entertainment inc.）は、日本の東京都千代田区に本社を置くバーニングプロダクション・グループ傘下の芸能事務所。日本音楽事業者協会正会員。

## 概要
1991年2月、東京都目黒区中目黒にレヴィプロダクションズとして設立。
2006年4月6日に社名をレヴィプロダクションズから「レプロエンタテインメント」に変更し、下目黒にある目黒雅叙園のアルコタワーへ移転したが、2010年1月5日より品川区上大崎三丁目1番1号（JR東急目黒ビル）に本社機能を移した。2021年2月1日より千代田区神田駿河台に本社機能が移転している。俳優、女優、歌手、モデルなどジャンルにとらわれないマルチなタレントの育成を主としている。近年はドラマに出演するタレントが増えてきている。
なお、社名を変更した2006年には初のオーディションとして「レプロガールズオーディション2006」が開催されており、以後不定期にオーディションを開催している（後述）。各プロフィールページで血液型は公開していない。また、モデルの年齢は公表していない。
2013年4月、グループ会社のレプロアスターを設立。当時ネクストスター☆所属のタレントが14名移籍している。主にタレント、モデル、アーティストのマネジメント・育成の主としている。
2018年4月には現役女子大生部門のCAMPUS ROOMを設立したが、2020年現在、同部門は消滅している。
近年は、ドラマ・映画・舞台の企画制作や広告・PRの代理店業務にも進出している。

## 所属者一覧
肩書き、順番は公式ページに従った。

### アーティスト
- 羽田美智子
- 吉村ミキ
- 福井晶一
- 真瀬樹里
- 池内博之
- 大桑マイミ
- 山口森広
- 川瀬良子
- 福田明子
- 春日潤也
- 真木よう子
- 浅見れいな
- 今井りか
- 佐久間麻由
- 紗羅マリー
- 矢野未希子
- 玄理
- 秋元梢
- ユージ
- うらじぬの（劇団子供鉅人）
- 吉田沙世
- 菊地亜美
- 中村蒼
- 内田理央
- 有末麻祐子
- 稲葉友
- 宮沢氷魚
- 藤間爽子
- 古畑星夏
- 長谷川ミラ
- 福地桃子
- 酒井大成
- 久間田琳加
- 白石優愛
- 寺本莉緒
- 川島鈴遥
- 黒崎煌代
- 南沙良
- 瀬戸芭月
- 雑賀サクラ
- 倉沢杏菜
- 和田庵
- 早瀬憩
- 池端杏慈

### スペシャリスト
- 鄭義信
- 髙田延彦
- 深澤里奈
- 田村孝裕
- 里崎智也
- 金子恵美
- 石田紗英子
- 益山貴司
- 青木裕子
- 青木源太
- MIO
- 山西竜矢（ピンク・リバティ）
- 広崎うらん
- 秋赤音

### アスリート
- 金田久美子

### ユニット
- 9nine（メンバー不在・ユニットとしてのみ）

### 業務提携
- 新垣結衣[注 1]

## 過去の所属者
- IVAN
- 青島妃菜
- 青山倫子
- 秋谷百音
- 荒井奈緒美
- 家森幸子
- 石田未来[注 2]
- 出岡美咲
- 一木有海
- 一ノ瀬陽鞠
- 井口綾子
- 岩永徹也
- 岩根あゆこ
- 岩本千波（CAMPUS ROOM部門）
- 宇井愛美
- 碓井玲菜
- エリーローズ
- 大江晋平
- 大川藍
- 岡田光
- 落合知也
- 小野恵令奈（元AKB48）
- 海人
- 柏木陽介
- 片岡涼乃
- 加藤咲希
- 加藤瑠美
- 神元結莉
- 寒竹優衣
- 川島海荷
- 北村栄基
- 北村優衣
- 木下ココ
- 久保由利香
- 熊澤枝里子
- KENSO
- 幸映
- 小島梨里杏
- こずえ鈴[注 3]
- 近藤晃央
- 近藤夏子
- 斎藤アリーナ
- 五月女璃奈
- 桜木那智
- 笹岡莉紗
- 佐々木七海
- 佐々部清（所属中に死去）
- 佐武宇綺
- 佐藤あや
- 澤野ひとみ
- 塩田亜飛美
- JAMIL
- 清水富美加[注 4]
- 下垣真香
- 白井杏奈
- 菅澤美月[注 5]
- 杉ありさ
- 鈴木康介
- 鈴木徹
- 瀬間詠里花
- 瀬間友里加
- 干場義雅
- 高橋香波
- 高嶋宏行
- 高橋由真
- 高見奈央
- 龍田梨恵
- 田中順也
- 田野倉雄太
- 玉田圭司
- 樽本真生夏
- 辻村明須香
- 坪内千恵子
- 出村真実[注 6]
- 時任三郎
- 登坂明子（CAMPUS ROOM部門）
- 中野裕太
- 中村瑠璃奈
- 七菜香
- 西脇彩華
- 能年玲奈[注 7]
- 野中葵
- 長谷川京子
- 花岡すみれ
- バニラビーンズ（業務提携）
- 原裕美子
- 平山美春
- 廣田朋菜
- フィリップ・トルシエ
- ベイビーレイズJAPAN（元メンバーは全員退所・他事務所へ移籍またはフリーランス、引退）
- 堀家一希
- マイケル
- マギー
- 松原汐織
- 松本理沙
- マリエ
- 三浦葵
- 三浦絵美
- 三浦萌
- 岬あかり
- みさきゆう
- 水上桃華
- 水野亜彩子
- 宮澤正明
- 村田寛奈
- 森豪士
- YA-KYIM
- 山﨑果倫
- 山崎銀之丞
- 山田望叶
- 鎗田晟裕
- 鎗田千裕
- 吉井香奈恵
- 吉川ひなの（事務所創業時から2020年まで所属）
- 横粂勝仁
- 梨衣名
- 竜童
- RENA
- 我妻三輪子
- 綿貫みらる

## 過去の関係者
- 大内登（SWEAT株式会社代表取締役）

## レプロ・ガールズオーディション
創立15周年を記念し2006年より行われている新人モデル・タレントの発掘オーディション。同性から支持される女性をプロモートすることをテーマにしており、「女性が女性を選ぶ全国オーディション」と銘打たれている。審査員には同事務所所属の吉川ひなのや長谷川京子、マリエらが参加し、最終審査には各ファッション誌の編集者が専属契約を結ぶべく訪れる。
2013年には、応募対象を男性にも広げた「レプロ次世代スターオーディション2013」を開催。
- 2006年（第1回） - 応募総数18,219人。
  - グランプリ：松原汐織（現マガジンハウス「BOAO」専属モデル）
  - 審査員特別賞：水野裕美、三浦絵美（現マガジンハウス「BOAO」専属モデル）、篠原美由紀、瀬間詠里花、吉川貴世子（現主婦の友社「Ray」専属モデル ）、平山美春（現小学館「CanCam」専属モデル）。
- 2008年（ハワイ大会） - 応募総数585人。
  - グランプリ：アレッサ・ミキ （「JJ」専属モデル）
  - 特別賞：ジュリー・ベア（「ViVi」専属モデル）、デヴィン・村上 （「JJ」専属モデル）
- 2008年（第2回） - 応募総数21,452人。
  - グランプリ：李チェンイ（現小学館「CanCam」専属モデル 梨衣名）
  - モストポピュラー賞：ワイズバード・タマール・舞衣、ジュリー・ベア
  - ベストスタイル賞：杉浦花奈
  - グッドキャラクター賞：清水富美加（徳間書店「ラブベリー」専属モデル）

## LPG
2010年9月に雑誌「B.L.T.」企画の「B.L.TRAVELファンイベントバスツアー」がきっかけで結成された事務所非公認ユニットとして発足。「LPG」はレプロガールズ（「LesPros Girls」）の略で清水富美加が命名。
発足当初のメンバーは、佐武宇綺・菊地亜美・大川藍・清水富美加（リーダー）・内田理央の5人で、2011年12月に梨里杏（現・小島梨里杏）が加入したが、2012年3月のイベントを最後に活動休止状態（菊地曰く「自然消滅」）であった。
しかし、2014年に事務所公認として復活。メンバーは「レプロエンタテインメントに所属する全ての女性タレント」となり、2014年1月25日に新生LPGとしては初のイベントが行われた。